# Иванов, Филипп Антонович
Филипп Антонович Иванов (Стихарев) (1871—1957) — русский предприниматель, горный инженер и государственный деятель, статский советник (1916).

## Биография
Родился 11 (23) октября 1871 года в крестьянской семье в селе Плана Кузнецкого уезда Саратовской губернии (ныне — в Неверкинском районе Пензенской области). Вскоре вместе с родителями переехал на Урал, где отец устроился на Златоустовский оружейный завод.
С 1877 года работал в Златоусте в сапожной мастерской, торговых заведениях, типографии; в 1884—1886 годах — на Бакальских рудниках в городе Бакале, в 1886—1890 годах — на Златоустовском металлургическом заводе. Окончил Златоустовское народное училище в 1890 году и Уральское горное училище (ныне Уральский государственный колледж имени И. И. Ползунова) в 1894 году. В 1894—1895 отбывал воинскую повинность в минной роте в Свеаборгской крепости. После этого в 1895—1897 годах снова работал горным смотрителем на Бакальских рудниках. В 1897 году Иванов уехал на учёбу в Германию, в период 1898—1901 годов на каникулах работал на заводах разных стран Европы. Написал ряд работ на тему рудничного воздуха и газов, опубликованных в немецких научных журналах. По окончании в 1901 году Фрайбергской горной академии, отказался от предложения остаться в академии на преподавательской работе и вернулся на Урал.
С 1901 года Филипп Антонович работал смотрителем предприятий Кыштымских горных заводов. Приняв участие в русско-японской войне 1904—1905 годов, в 1906 году он возглавил Катав-Ивановский горный округ. Затем с 1907 года стал управляющим заводами Кыштымского горного округа. В 1910 году он вошел в Совет Сибирского торгового банка, с 1912 года был директором-распорядителем общества Кыштымских горных заводов, в 1914 году выступил одним из учредителей Риддерского и Киргизского горнопромышленных общества (организованных Лесли Урквартом).
Занимался общественной и государственной деятельностью. Являлся членом правления общества «Медь», членом совета Съездов уральских горнопромышленников. Также был гласным Уфимского и Пермского губернских собраний, Златоустовского и Екатеринбургского уездных собраний, попечителем ряда народных школ, членом педагогического совета Уральского горного училища. При его участии были построены Кыштымский народный дом, открыты училища и женская гимназия. В 1912 году Филипп Антонович был избран в Государственный совет Российской империи, являлся членом Финансовой комиссии (1916) и Комиссии по делам народного просвещения (1916) общего собрания Государственного совета. В Первую мировую войну был членом Особого совещания по обороне государства и председателем Комитета для заведования снабжением заводов металлами заграничного производства.
В 1916—1917 годах, пытаясь спасти накопленное состояние от вызванной войной инфляции, вкладывал свои капиталы в недвижимое имущество: приобрел дом в центре Екатеринбурга (ул. К. Либкнехта, 26, ныне здание музея истории Екатеринбурга), купил у Великого князя Николая Николаевича крымское имение «Чаир», на территории которого ныне находится одноимённый парк.
После Октябрьской революции 1917 года эмигрировал из России в Париж. С декабря 1920 года жил в Лондоне. Являлся участником Парижской мирной конференции (1919—1920). В 1920 году был участником Экономического совещания при правительстве генерала П. Н. Врангеля в Крыму и председатель его торгово-промышленной группы.
Был награждён орденами Святого Владимира 3-й степени и Святой Анны 2-й степени. Почётный гражданин города Екатеринбурга (1917).
Умер 20 июля 1957 года в Лондоне.